# Supernova (filme de 2020)
Supernova é um filme de drama britânico de 2020 escrito e dirigido por Harry Macqueen. O filme é estrelado por Colin Firth e Stanley Tucci.
Supernova teve sua estreia mundial no Festival Internacional de Cinema de San Sebastián em 22 de setembro de 2020  e está programado para ser lançado no Reino Unido em 5 de março de 2021, pela StudioCanal e nos Estados Unidos em 29 de janeiro de 2021, pela Bleecker Street.

## Elenco
- Colin Firth como Sam
- Stanley Tucci como Tusker
- James Dreyfus como Tim
- Pippa Haywood como Lilly
- Sarah Woodward como Sue

## Recepção
O Rotten Tomatoes informa que 89% das 28 resenhas são positivas para o filme, e a avaliação média é de 7,78/10. O consenso da crítica diz: "Liderado por performances emocionantes de Colin Firth e Stanley Tucci, Supernova é um olhar comovente sobre o preço emocional que vem com a aceitação da mortalidade".